# Aleksandar Zograf

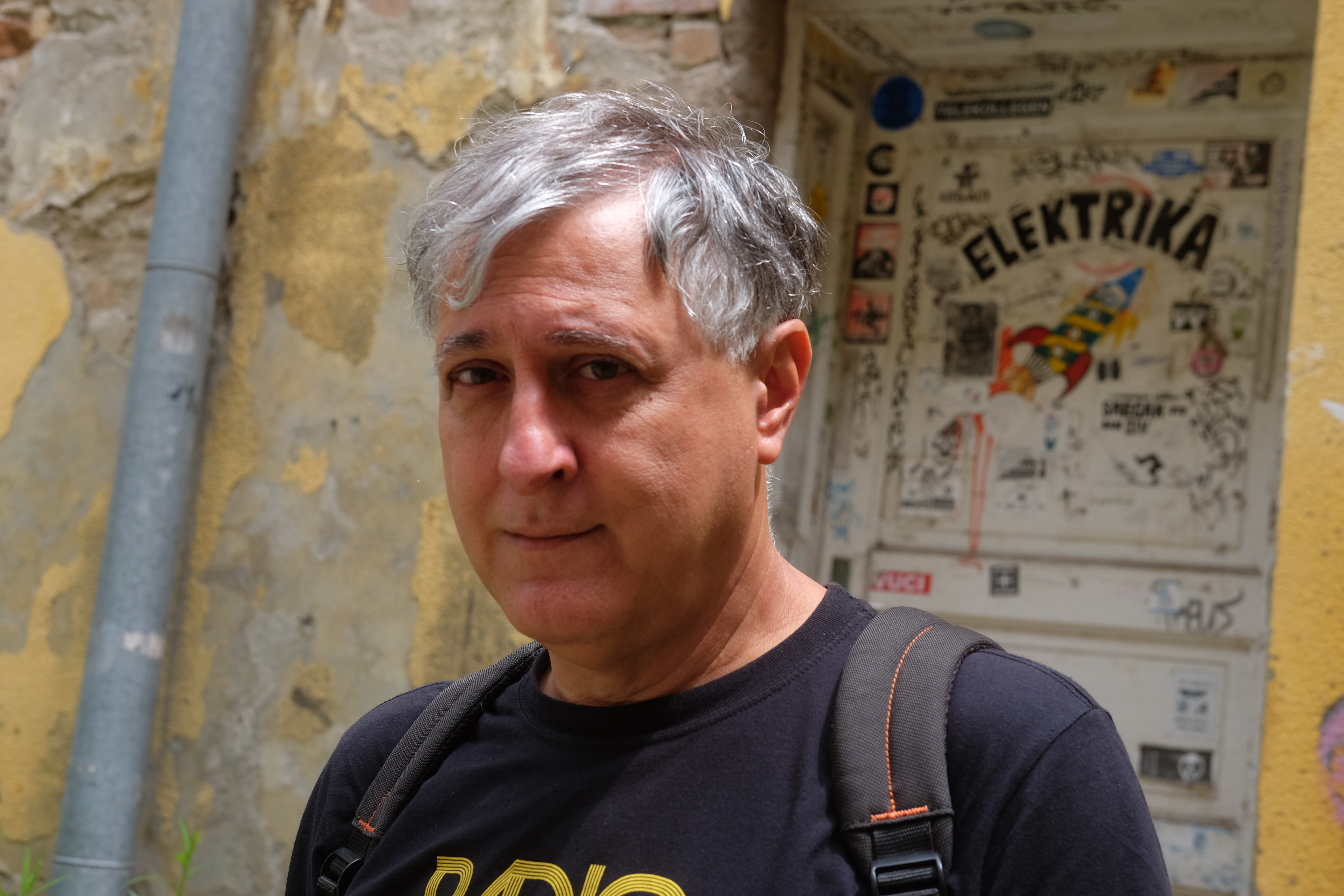
Aleksandar Zograf (2023)

Aleksandar Zograf (eigentlich Saša Rakezić, * 1963 in Pančevo) ist ein serbischer Comiczeichner und -autor.

## Karriere
Aleksandar Zograf begann seine Karriere im Jahr 1986 und ist heute für die Wochenzeitung Vreme tätig. Er ist Schöpfer von Werken wie Psychonaut, Okean Iznenadjenja und Život pod sankcijama; letzteres beschäftigt sich mit den Wirtschaftssanktionen gegen Restjugoslawien in den 1990er Jahren. Zograf hat sich auch mit den NATO-Angriffen im Jahr 1999 auf Serbien beschäftigt und seine Erfahrungen künstlerisch in „Regards from Serbia, einer Serie von autobiografischen Comics während der Bombardierung seiner Heimatstadt“, verarbeitet.
Von Aleksandar Zograf sind mittlerweile zahlreiche Werke in Übersetzungen bei international renommierten Comicverlagen (Fantagraphics Books, L’Association, Jochen Enterprises) erschienen. Im Jahr 2002 fand eine Ausstellung seiner Werke im kalifornischen Cartoon Art Museum statt.
Aleksandar Zograf ist Unterzeichner der 2017 veröffentlichten Deklaration zur gemeinsamen Sprache der Kroaten, Serben, Bosniaken und Montenegriner.
Zograf lebt in Pančevo.

## Werke (Auswahl)
- Aleksandar Zograf: Psychonaut Nr. 1. JOCHEN enterprises; 1. Auflage (1998), ISBN 3-930486-42-3, ISBN 978-3-930486-42-7.
- Aleksandar Zograf, Chris Ware: Regards from Serbia: A Cartoonist’s Diary of a Crisis in Serbia. Top Shelf Prod, 7. Februar 2007, ISBN 1-891830-42-2, ISBN 978-1-891830-42-6.
- Aleksandar Zograf (Autor), Terry Jones (Einleitung): Bulletins from Serbia: E-Mails and Cartoon Strips from Beyond the Front Line. Slab-O-Concrete Publications; Auflage: illustrated edition, Dezember 1999, ISBN 1-899866-31-0, ISBN 978-1-899866-31-1.
- Aleksandar Zograf (Autor+Zeichner): Partisanenpost. Bahoe Books, 2020.